# اورئیسم

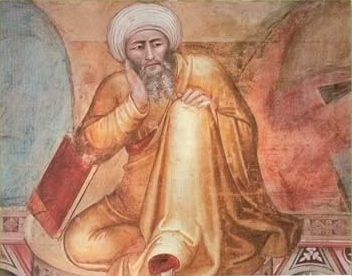
ابن رشد در نقاشی هنرمند ایتالیایی آندره آ دی بونایوتو به تصویر کشیده شده است. فلورانس، قرن چهاردهم.

اورِئیسم (به لاتین: Averroism) به مکتبی از فلسفه قرون وسطی اشاره دارد که بر اساس کاربست آثار فیلسوف اندلسی قرن دوازدهم، ابن‌رشد یا اورئوس (۱۱۲۶–۱۱۹۸) مفسر ارسطو، در اسکولاستیک مسیحی لاتین در قرن سیزدهم شناخته می‌شود.
ترجمه‌های لاتین آثار ابن رشد در دانشگاه‌هایی که در قرن سیزدهم در اروپای غربی تأسیس شدند، فراگیر شد و محققانی مانند سیگر برابانتی و بوتیوس داچیایی آموزه‌های مسیحی را از طریق استدلال و تحلیل فکری مورد بررسی قرار دادند.
اصطلاح آوروئیست توسط توماس آکویناس با معنای نظریه «وحدت عقل» آورئیست در کتاب «در باب وحدت عقل در برابر آوررویست‌ها (De unitate intellectus contra Averroistas) ابداع شد. بر این اساس، اورئیسم تقریباً مترادف با آتئیسم در اواخر قرون وسطی شد.
از منظر تاریخ‌نگاری، اورئیسم برای اولین بار توسط ارنست رنان در «آورئیسم و ابن رشد» Averroès et l'averroïsme) (۱۸۵۲)) با معنای ارسطویی رادیکال یا هترودکس تعریف شد.
استقبال از ابن رشد در اندیشه یهود را «اورئیسم یهودی» نامیده‌اند. تفکر آوروئیستی یهودی در اواخر قرن چهاردهم شکوفا شد و در طول قرن پانزدهم به‌تدریج افول کرد. آخرین نماینده اورئیسم یهودی الیا دل مدیگو بود که در سال ۱۴۸۵ می‌نوشت.

## اورئیسم و مکتب‌گرایی
دیدگاه‌های ذکرشده در بالا منجر به نوشتن «محکومیت‌های ۱۲۱۰–۱۲۷۷» اثر اسقف اتین تمپیر از کلیسای کاتولیک شد. تمپیر ۲۱۹ رساله غیرقابل قبول را مشخص کرد، که برخی از آن‌ها علیه آورویست‌ها در دانشگاه پاریس بود. اشاره شده است که اتهامات اصلی تمپیر تقریباً مشابه اتهامات غزالی علیه فیلسوفانی است که در کتاب «تهافت‌الفلاسفه» اشاره شده است، و ابن رشد سعی کرده بود در کتاب «تهافت التهافت» ثابت کند که غیرقابل توجیه است.
تمپیر در مقدمه محکومیت‌های ۱۲۷۷، فیلسوفان را متهم می‌کند که مواضع فلسفی خود را با عقاید کاتولیک سازگار نمی‌دانند و در عین حال از ایمان کاتولیک خود حمایت می‌کنند. مورخان مدرن این را نظریه «حقیقت مضاعف» نامیدند، ایده وجود دو حقیقت هم‌زمان و در عین حال متضاد: یک حقیقت واقعی یا «سخت» که از طریق علم و فلسفه به‌دست می‌آید، و یک حقیقت «مذهبی» که از طریق دین به‌دست می‌آید. این ایده با عقیده ابن رشد متفاوت بود: او تعلیم داد که تنها یک حقیقت وجود دارد، اما از دو راه متفاوت به آن رسید، نه دو حقیقت. با این حال، او معتقد بود که کتاب مقدس گاهی از زبان استعاری استفاده می‌کند، اما کسانی که آموزش فلسفی برای درک معنای واقعی عبارات مورد بحث را ندارند، موظف به باور معنای تحت‌اللفظی هستند.
تحقیقات مدرن نشان داد که هیچ متفکر مسیحی لاتین قرون وسطایی هرگز نظریه «حقیقت مضاعف» را تأیید نکرد. این‌که آیا اسقف اتین تمپیر آن‌ها را به دلیل سوءنیت یا ناآگاهی متهم به انجام این کار کرد، هنوز مشخص نیست.

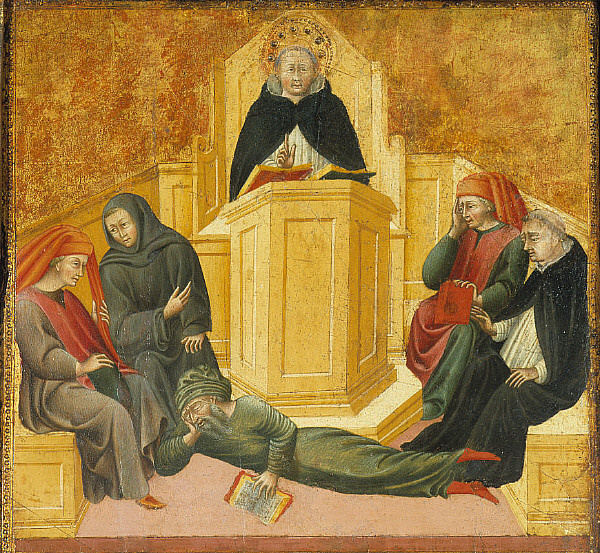
جیووانی دی پائولو، «توماس آکویناس که ابن رشد را به چالش می‌کشد».

مفهوم متأخر فلسفی اورئیسم این ایده بود که جهان فلسفی و دینی موجوداتی جداگانه هستند. با این حال، با بررسی دقیق ۲۱۹ رساله محکوم‌شده توسط تمپیر، آشکار شد که تعداد زیادی از آن‌ها از ابن رشد منشأ نمی‌گیرند. ارسطوگرایی رادیکال و ارسطوگرایی هترودکس عباراتی بودند که معمولاً برای مدتی برای اشاره به جنبش فلسفی که توسط سیگر برابانتی و بوئتیوس آغاز شد و آن را از اورئیسم متمایز می‌کردند استفاده می‌شدند. امروزه اکثر محققان آن را نیز اورئیسم می‌نامند.
توماس آکویناس در کتاب خود در باب وحدت عقل در برابر آوررویست‌ها به نظریه وحدت عقل ابن رشد حمله کرد.
اگرچه بسیاری از رساله‌های آورویستی در سال ۱۲۷۷ محکوم شدند، با این حال تا قرن شانزدهم در دانشگاه پادوآ باقی ماندند و می‌توان آن‌ها را در فلسفه‌های جووردانو برونو، پیکو دلا میراندولا و چزاره کرمونینی یافت. در این رساله‌ها از برتری فیلسوفان بر عوام و نسبت عقل و کرامت انسانی صحبت می‌شود.

## اورئیسم یهودی
در قرن‌های پس از مرگ ابن رشد، فیلسوفان یهودی آوروئیست زیادی وجود داشتند، مانند ایلیا دلمدیگو. ابن گرشوم ابرتفسیری بر تفسیرهای ارسطویی ابن رشد نوشت. برخی از تأثیرات آوروئیست در Dialoghi d'Amore اثر لئونه ابرئو مشاهده شده است. همچنین گمان می‌رود که باروخ اسپینوزا نیز تحت‌تأثیر تفسیرهای ابن رشد بر ارسطو قرار گرفته است.

## استقبال از ابن رشد در اسلام
در سنت اسلامی هیچ مکتب یا نهضت رسمی رشدیه (اورروئیسم) وجود نداشت. افول علم کلام یا «الهیات مکتبی اسلامی» و معتزله یا «عقل‌گرایی اسلامی» مانع از پذیرش ابن رشد در اندیشه اسلامی شده است که به موازات آن در فلسفه مسیحی یا یهودی است. با این وجود، احیای سنت‌های عقل‌گرایانه در فلسفه اسلامی قرون وسطی در ناسیونالیسم عرب مدرن مطرح شده است. ابن رشد چیزی شبیه به یک شخصیت نمادین در بحث‌هایی در مورد زوال و پیشنهاد احیای اندیشه اسلامی و جامعه اسلامی در اواخر قرن بیستم شد. یکی از حامیان برجسته چنین احیای اندیشه آوروئیستی در جامعه اسلامی، محمد عابد جابری با نقد عقل عربی (۱۹۸۲) بود.